# Rubberband
Rubberband — альбом Майлза Девіса, записаний у 1985 році та випущений лейблами Rhino Records і Warner Records 6 вересня 2019 року. Альбом отримав загалом позитивні відгуки.

## Запис та EP Rubberband
Покинувши лейбл Columbia Records, Девіс перейшов до Warner Bros. Хоча альбом 1985 року не був виданий за життя Девіса, фрагменти пісні «Give It Up» були посмертно використані для треку «High Speed Chase» з останнього альбому Девіса Doo-Bop у 1992 році.
У 2018 році було випущено мініальбом із дублями титульного треку під назвою Rubberband EP:
1. «Rubberband of Life» (Radio Edit) – 4:22
2. «Rubberband of Life» – 5:44
3. «Rubberband of Life» (Instrumental) – 5:44
4. «Rubberband» – 6:12
5. «Rubberband of Life» (Amerigo Gazaway Remix) – 4:41

У версіях «Rubberband of Life» залучена вокалістка Ледісі.

## Реакція критиків
Rubberband отримав змішані відгуки від критиків на агрегаторі рецензій Metacritic. Середньозважена оцінка альбому — 63 бали зі 100, на основі 11 рецензій. Ці неоднозначні оцінки можуть частково пояснюватися розбіжністю думок щодо записів Девіса 1980-х років в цілому. Як зазначив музичний журналіст Роб Шепард, шанувальник творчості артиста того десятиліття: «Записаний здебільшого у 1985 році, у розпал епохи Майлза Девіса, яку найбільше критикували, альбом Rubberband навряд чи сподобається тим, хто загалом не сприймає творчість артиста 1980-х років. Однак для слухача, відкритого до музики Девіса того періоду, тут є багато чого, чим можна насолодитися».

## Трек-лист
1. «Rubberband of Life» – 5:43
2. «This Is It» – 4:36
3. «Paradise» – 6:10
4. «So Emotional» – 5:18
5. «Give It Up» – 6:28
6. «Maze» – 4:11
7. «Carnival Time» – 4:24
8. «I Love What We Make Together» – 5:05
9. «See I See» – 4:19
10. «Echoes in Time»/«The Wrinkle» – 9:25
11. «Rubberband» – 6:10

## Персоналії
- Майлз Девіс – труба, клавішні, синтезатори, бенд-лідер

Сесійні музиканти
- Ренді Холл – на «I Love What We Make Together», продюсування сесій 1985 року
- Лала Хетеуей – вокал на «So Emotional»
- Ледісі – вокал на «Rubberband of Life»
- Майкл Пауло – тенор, альт, флейта
- Майк Штерн – гітара на «Rubberband»

Студійний персонал
- Зейн Джайлз – продюсування сесій 1985 року
- Вінс Вілберн-молодший – продюсування релізу 2019 року